# Puellina picardi
Puellina picardi är en mossdjursart som beskrevs av Harmelin 1987. Puellina picardi ingår i släktet Puellina och familjen Cribrilinidae. Inga underarter finns listade i Catalogue of Life.